# 忘れられた記念日
忘れられた記念日（わすれられたきねんび、英: A Neglected Anniversary)は、1917年にアメリカの批評家H・L・メンケンが新聞紙上で発表したコラムの表題である。
アメリカにおける浴槽普及の歴史をたどったこのコラムはメンケンが冗談で書いたものであり、内容は全くの虚構であった。しかし真に受けた読者は多く、後にメンケン自身が繰り返し否定したにもかかわらず、コラムの記述はさまざまな文献において真実として紹介された。21世紀に入っても史実として取り上げられることがあり、この種の作り話の中でも息の長いものとして知られる。

## 記事
1917年12月28日、ニューヨークの日刊紙『イヴニング・メイル (Evening Mail)』紙に「忘れられた記念日 (A Neglected Anniversary)」と題するコラムが掲載された。コラムは冒頭で、12月20日はアメリカにおいてバスタブが初めて据え付けられた記念の日であるにもかかわらず、人々から忘れられている、と指摘した。コラムによれば、アメリカで最初にバスタブを導入したのはシンシナティに住むアダム・トンプソンという名の貿易商だという。仕事で訪問する機会の多かったイギリスでバスタブを知ったトンプソンは、シンシナティの自宅にもバスタブを置くことにした。1842年12月20日、トンプソンはバスタブを設置した後、人々を家に招いてバスタブを紹介し、その様子は地元紙でも大きく扱われた。
トンプソンが設置したバスタブは各界で議論を呼んだ。医学界は不衛生だとしてバスタブを非難し、各地でバスタブの使用を禁止する法案が検討されたり、使用に重税が課されたりした。こうした反対は徐々に薄れていったが、何よりもバスタブの普及を後押ししたのは、第13代大統領のミラード・フィルモアがホワイトハウスにバスタブを設置したことであった。遊説中にシンシナティを訪れ、トンプソン邸でバスタブを目にしたフィルモアは、1851年にバスタブをホワイトハウスに設置した。これを契機にバスタブは普及し始め、1860年にはニューヨークのどのホテルにもバスタブが備え付けられるようになったという。
しかし、コラムの内容は全くの虚構であった。コラムを書いたH・L・メンケンは、1899年にボルチモアで新聞記者となり、以降、記者として活動してきたが、第一次世界大戦が始まり、ドイツへの反感が高まると、ドイツ系で、心情的にもドイツ寄りのメンケンは時事記事を書きづらい状況となっていった。『イヴニング・メイル』紙の友人の依頼で同紙に掲載するコラムを書くことになったが、友人からは戦争の話題には触れないように注意され、メンケンは戦時の荒んだ空気の中で、気晴らしになるような荒唐無稽な内容のコラムを何本も書いた。「忘れられた記念日」もそうしたコラムの一つであり、メンケン自身は、内容がでたらめであることは読者には明白であると考えていた。

## 拡散
ところがコラムの内容を真実として受け取った読者は多く、カイロプラクターが医学界の愚かさの証明としてコラムを引用したり、学術論文に根拠として示されたりと、予想外の広がりを見せた。非難を恐れて沈黙していたメンケンも黙っていられなくなり、1926年『シカゴ・トリビューン』紙上で「忘れられた記念日」の内容が嘘であったことを告白した。しかし拡散は止まらず、メンケンの告白を転載した新聞が数週間後に「忘れられた記念日」の内容を史実として紹介したことすらあった。メンケンは同趣旨の告白を何度も書き、単行本にも収録して注意を促したが、嘘の拡散はやまなかった。牧師が説教に織り込み、学術書にも書かれ、こうした権威の力もあって拡散は続いていった。第33代大統領のトルーマンもこの話を信じており、ホワイトハウスを訪れた客にはよくこの話を紹介していた。ホワイトハウスへのバルコニー新設が物議を醸した際にも、フィルモアのバスタブの事例を引いて記者に反論したという。
結局メンケンは嘘の拡散を止めることはできず、1956年に死亡した。

## 定着
時代が変わり、テレビ時代になると、今度はテレビがメンケンの作り話を拡散し、三大ネットワークのCBS・NBC・ABCの全てが嘘を史実として取り上げた。世紀が変わった2004年には『ワシントン・ポスト』紙も「フィルモアがホワイトハウスにバスタブを設置した最初の大統領」と、コラムの内容を真実として伝えた。こうしてメンケンの作り話はワシントンの桜の木の伝説と同様人々の間に定着し、フィルモアの生地であるニューヨーク州のモラヴィアではバスタブを使ったレースも毎年行われている。